# هيرمان ريتر فون سبيك
كان هيرمان ريتر فون سبيك (8 أغسطس 1888 - 15 يونيو 1940) جنرالًا ألمانيًا خلال الحرب العالمية الثانية. حصل على صليب الفارس للصليب الحديدي لألمانيا النازية. قتل شبيك بنيران المدافع الرشاشة الفرنسية في 15 يونيو 1940 في بونت سور يون، فرنسا. وكان أول ضابط ألماني يقتل في الحرب العالمية الثانية.
حصل بعد وفاته على وسام صليب الفارس الحديدي في 17 أكتوبر 1940. [بحاجة لمصدر]

في عام 2010، تحدث جاي نوردلينجر مع ابنة فون سبيك، الذي ادعى أن الجنرال سعى عمداً إلى الموت في المعركة: "وفقًا لابنته، أراد أن يموت، ورتب للموت. ورأى انه لا يمكن كسر يمين الجيش. وقد منعه إيمانه الكاثوليكي من الانتحار - الانتحار مباشرة. لذا، وضع نفسه في خط النار. في كلماته المحتضرة، لم يقل، "أعطني حبي لعائلتي"، أو أي شيء من هذا القبيل. قال، "يجب أن تكون على هذا النحو".

## الجوائز والأوسمة
- وسام الفارس الصليبي الحديدي في 17 أكتوبر 1940 كجينيرال لوتنانت وقائد الفيلق الثامن عشر.[3]

### اقتباسات
1. ↑  Forczyk، Robert (30 نوفمبر 2017). Case Rot; the Collapse of France. 5715: Osprey Publishing.{{استشهاد بكتاب}}:  صيانة الاستشهاد: مكان (link)
2. ↑  Jay Nordlinger, "Salzburg Souvenirs, Part IV", National Review Online, 30 August 2010 نسخة محفوظة 29 أبريل 2014 على موقع واي باك مشين.
3. ↑  Fellgiebel 2000, p. .

### قائمة المراجع
- Fellgiebel, Walther-Peer (2000) [1986]. Die Träger des Ritterkreuzes des Eisernen Kreuzes 1939–1945 — Die Inhaber der höchsten Auszeichnung des Zweiten Weltkrieges aller Wehrmachtteile [The Bearers of the Knight's Cross of the Iron Cross 1939–1945 — The Owners of the Highest Award of the Second World War of all Wehrmacht Branches] (بالألمانية). Friedberg, Germany: Podzun-Pallas. ISBN:978-3-7909-0284-6.